# Cratere Nabu
Nabu è un cratere sulla superficie di Ganimede.